# Hubert Le Blon
Pour les articles homonymes, voir Le Blon (homonymie).
Hubert Le Blon, né le 21 mars 1874 à Boulogne-Billancourt et mort le 2 avril 1910 sur la plage d'Ondarreta à Saint-Sébastien en Espagne, est un pionnier français de l'automobile, conquis ensuite par l'aviation, qui a trouvé la mort dans l'écrasement, de son aéroplane Blériot XI.

## Biographie
Ingénieur de formation, il construit avec son frère sous l'appellation Le Blon Frères (en) une voiturette entre 1898 et 1900 inspirée de la Benz 4HP deux cylindres, et nommée Le Lynx pour l'exportation en Angleterre. La puissance du moteur est alors transférée au moyen d'une courroie d'entraînement à l'essieu arrière. En cette fin du XIXe siècle, il invente un procédé par bille pour obturer de manière optimale l’arrivée d’alcool ou d'essence, quelle que soit l’oblicité d'un moteur à la place des traditionnels pointaux, dit "carburateur Le Blon", ce qui permet le développement des moteurs à carburants légers, type alcool. En 1901, son moteur à alcool pur équipe une voiture Bardon 5CV qui s'impose dans la troisième édition du Critérium de l'Alcool, disputée entre Paris et Roubaix cette année-là, grâce à Georges Dansette (un deuxième véhicule est engagé par la marque, de type industriel et confié au chauffeur Rost, qui rallie aussi l'arrivée).

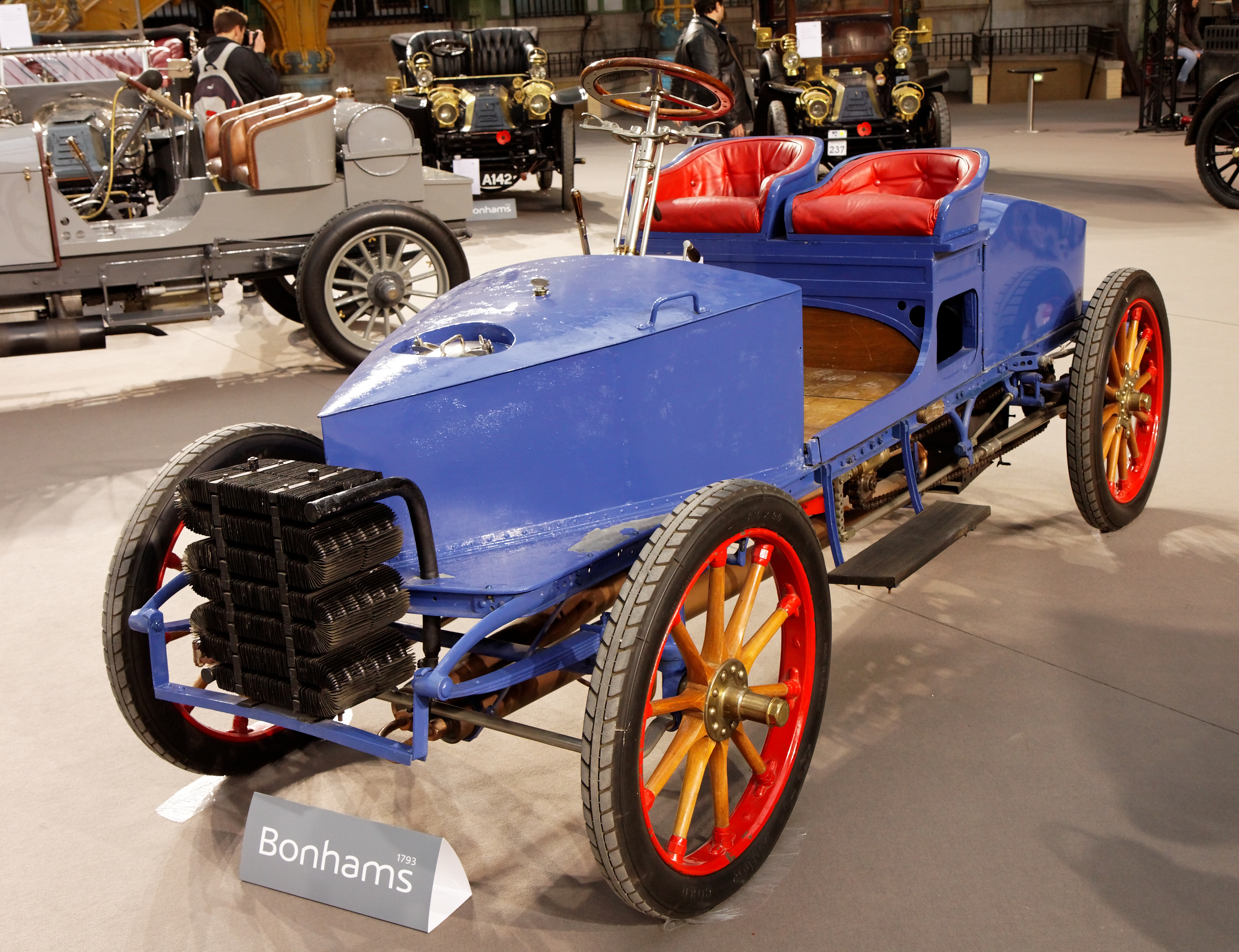
Le Gardner-Serpollet Steam type H, vainqueur de la côte de Gaillon en 1902 (avec alors un carénage avant de type Œuf de Pâques).

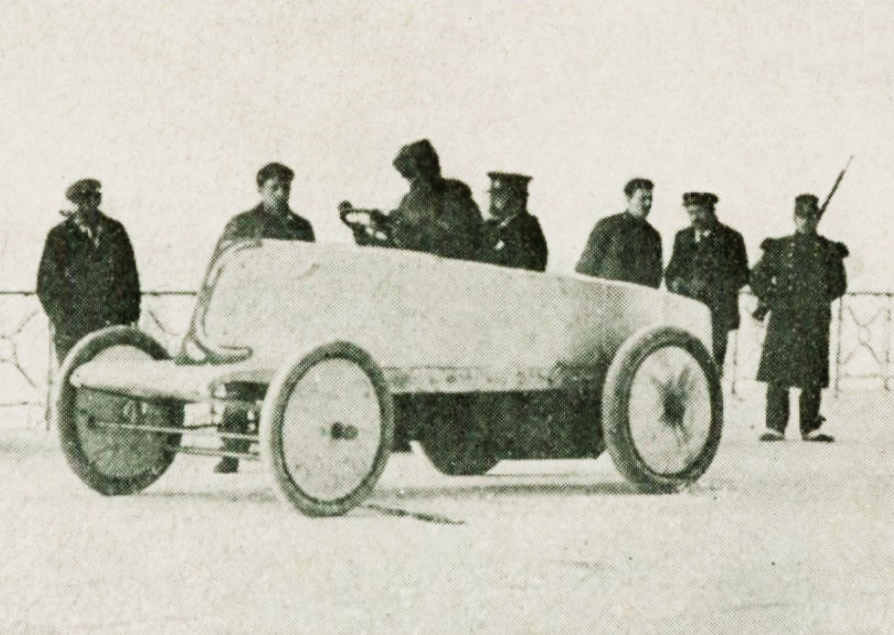
Hubert le Blon en avril 1903, sur Gardner-Serpollet coupe-vent pour le mile départ arrêté (promenade des anglais, semaine de Nice).

Hubert Le Blon va mettre à profit ses connaissances pour améliorer avec l'usinier Serpollet les premières automobiles à vapeur jusqu'en 1903, avant de passer à la voiture à pétrole, suivant en parallèle une carrière de coureur automobile en participant à de nombreuses compétitions, souvent accompagné par son épouse Motann, comme mécanicien embarqué : course de côte de Gaillon (vainqueur en 1902 sur Gardner-Serpollet Steam), course de côte de Namur (vainqueur en 1904 sur Hotchkiss), Paris-Arras-Paris 1902 (13e sur Serpollet),, Paris-Madrid 1903 (17e sur Serpollet), participation au Paris-Vienne (1902), évolutions sur plusieurs circuits automobiles routiers, des Ardennes (5e en 1903, également en 1904 sur Hotchkiss -HH avec le meilleur temps au tour-, puis 3e en 1905 sur Panhard), d'Argonne (5e des éliminatoires françaises de la Coupe internationale Bennett en 1904, et 7e en 1905 sur Hotchkiss HH), de la Sarthe (abandon au Grand Prix de l'Automobile Club de France 1906 organisé au Mans, sur Hotchkiss HH), Coppa Florio 1905 (sur Isotta Fraschini), première Targa Florio 1906 (sur Hotchkiss), Coupe Vanderbilt 1906 (8e, après avoir fini deuxième des Éliminatoires à Long Island sur voitures Thomas), et circuit de Dieppe (abandon au Grand Prix de l'Automobile Club de France 1907).
Sportif accompli, il se tourne ensuite vers l'aviation, formé en cela en 1908 à l'école aéronautique de Léon Delagrange (qui meurt sur le même type d'avion trois mois avant lui), disputant ses premiers meetings aériens en 1909 à Spa et Doncaster, puis s'illustrant en février 1910 à Héliopolis en Égypte en établissant un record mondial des cinq kilomètres -en 4 minutes et 2 secondes- ainsi que des dix kilomètres.

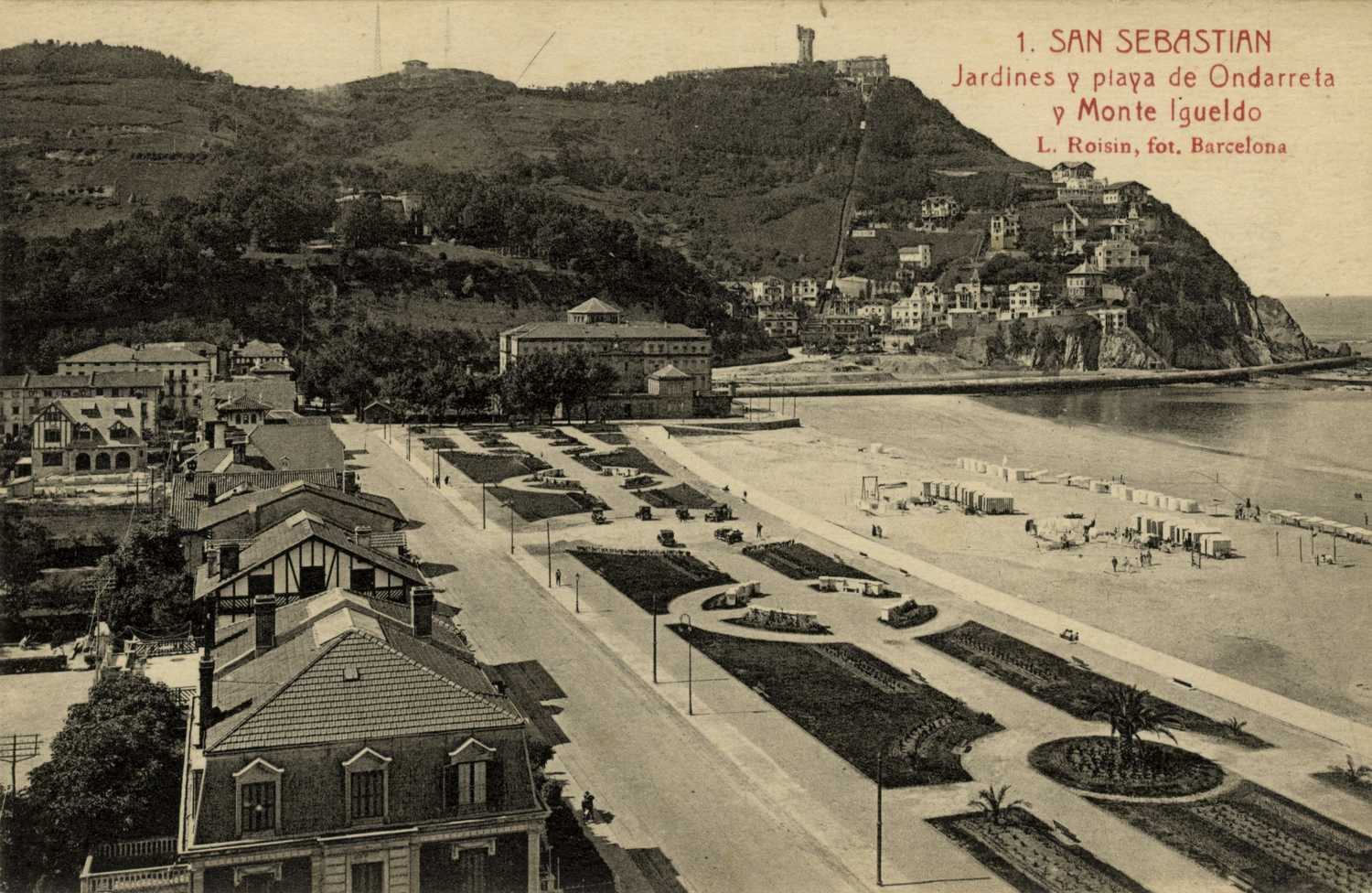
Ondarreta (Ondarretako) au début du XIXe siècle.

Ayant passé son brevet de pilotage avec l'Aéro-Club de France -no 38 français- le 8 mars 1910 puis effectué quelques réglages dans une clairière proche de Croix-d'Hins les 24 et 25 mars, il perd le contrôle de son monoplan Blériot XI à moteur Anzani lors de l'un de ses vols exhibitions sur la plage d'Ondarreta, à Saint-Sébastien, qu'il accomplit depuis le 27 mars. Malgré un fort vent, il décrit des cercles alors autour du Palais royal de Miramar à 90 km/h, puis il décroche d'une hauteur de près de 150 pieds à la suite d'une rupture d'un filin d'aile en essayant de virer lors d'un raté de son moteur dans une rafale, et il s'écrase sur des rochers à 45 mètres du rivage, le moteur continuant à tourner sur son avion renversé. Le Blon est alors sous l'eau et meurt immédiatement après son repêchage, sa femme faisant partie de la foule. Il aurait dû, dans la foulée, participer au meeting de Lyon.
Lors du passage de son cortège funèbre à Saint-Sébastien, les rues sont bondées et les commerces fermés. Des milliers de personnes suivent le cercueil jusqu'à la gare, avant son transfert à Paris.
Le Blon est le sixième aviateur à décéder lors d'un accident. Lors du GP de France du 2 juillet 1907, il avait déjà été victime d'un grave accident à Dieppe avec sa Panhard, ayant nécessité plusieurs semaines de convalescence et entraîné son passage désormais sur des avions.

## Remarque
En septembre 1903, madame Le Blon termina deuxième du 500 mètres de Deauville, devant son époux troisième.

## Galerie d'images

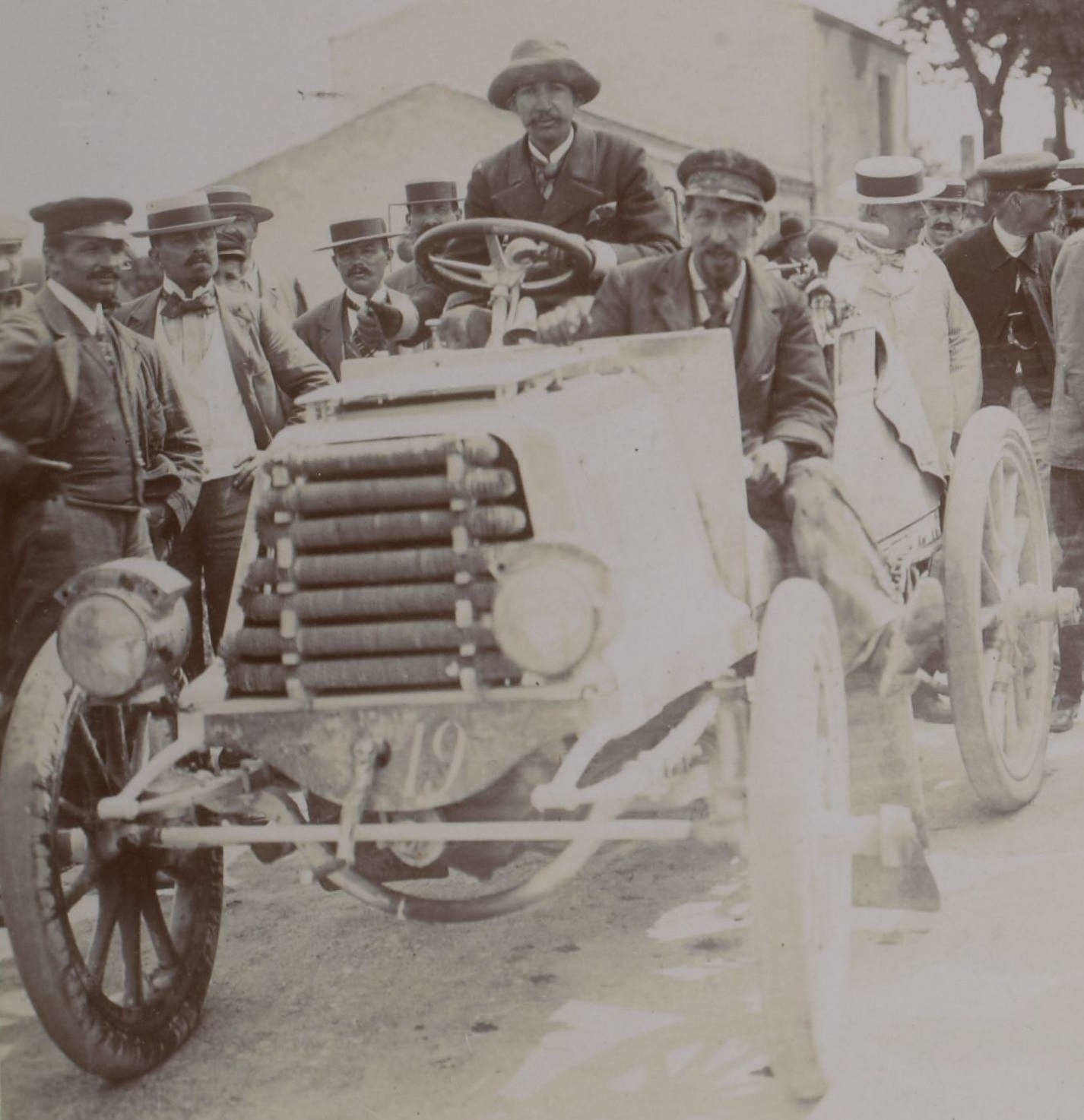
Le comte Gaston de Chasseloup-Laubat au Tour de France automobile 1899, avec Hubert Le Blon à sa gauche pour mécanicien embarqué.
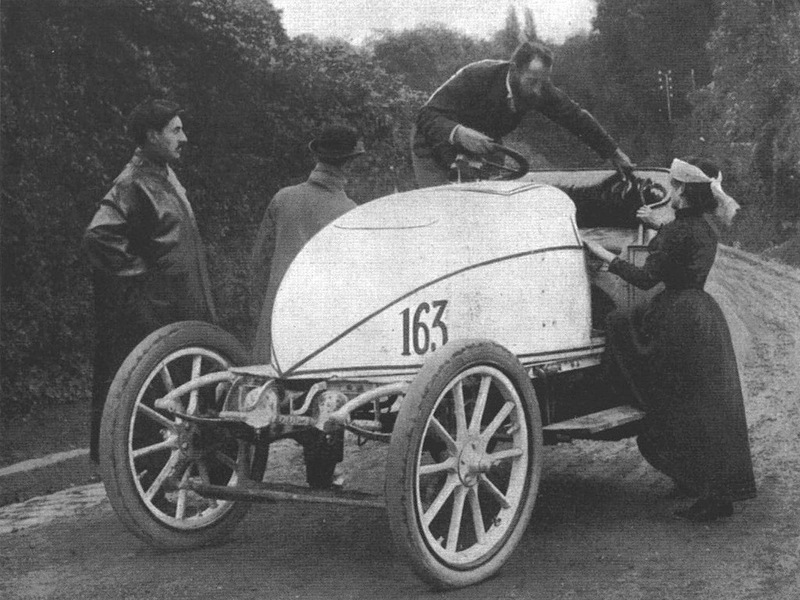
1902 : victorieux avec madame, sur Serpollet à la côte de Gaillon.
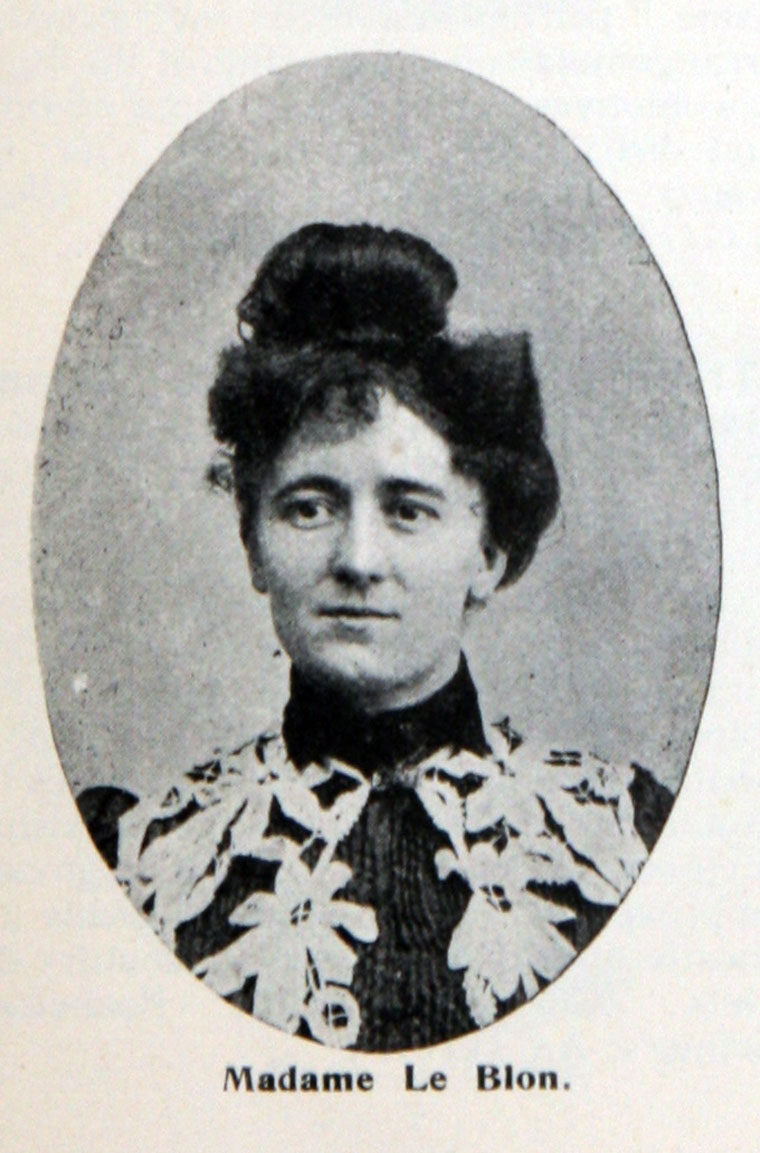
Motann Le Blon, en 1904.
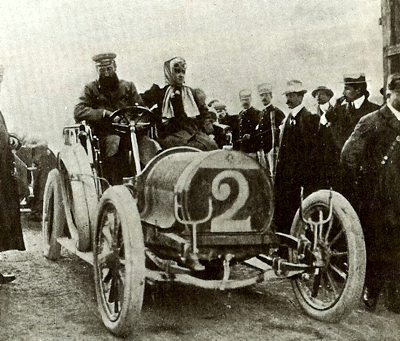
1906 : toujours avec madame, sur Hotchkiss à la Targa Florio.
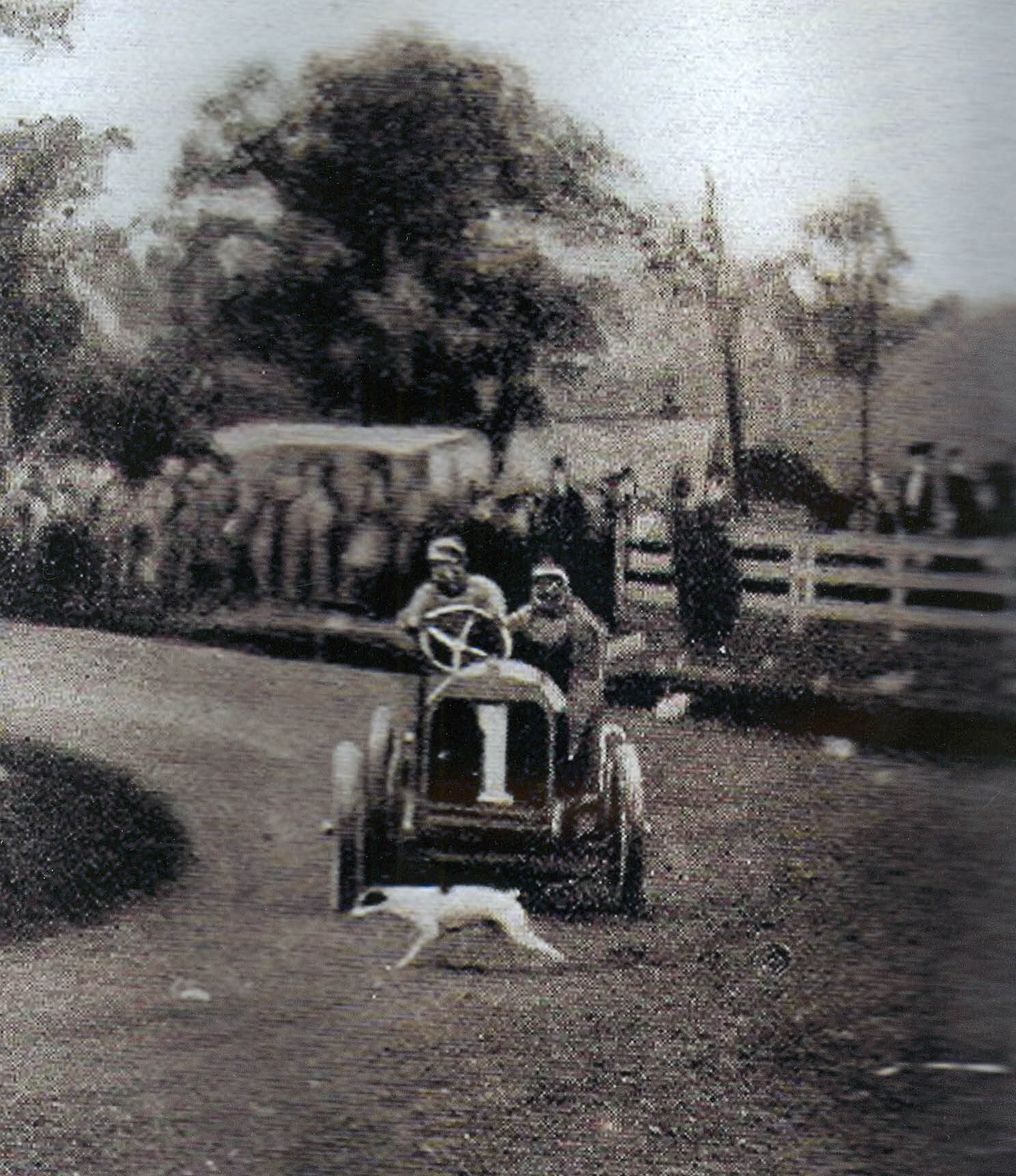
1906 : à la Vanderbilt Cup cette fois, manquant de percuter un chien blanc.
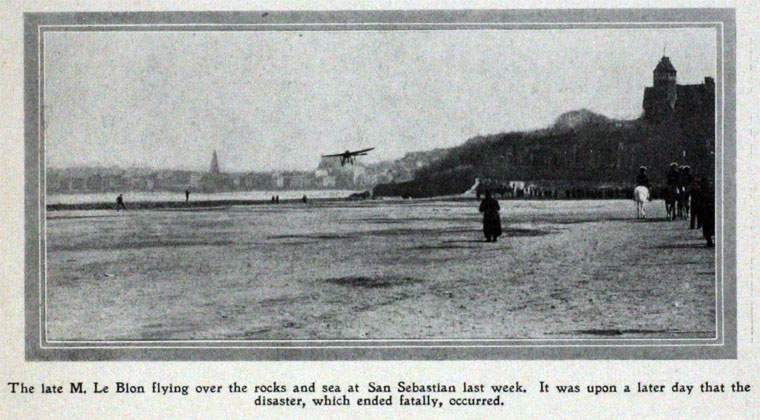
1910 (mars) : sur Bleriot XI à Saint-Sébastien, peu avant son écrasement fatal.
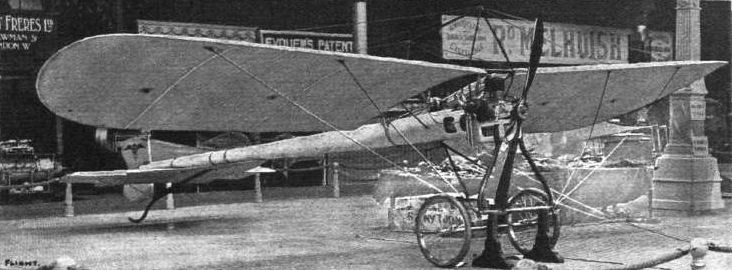
Le monoplan Humber (type Le Blon) dessiné en 1910 par Le Blon lui-même, projet présenté la même année à l'Olympie Aero Exhibition de Londres après son décès (les Jeux olympiques d'été de 1908).

## Vidéos

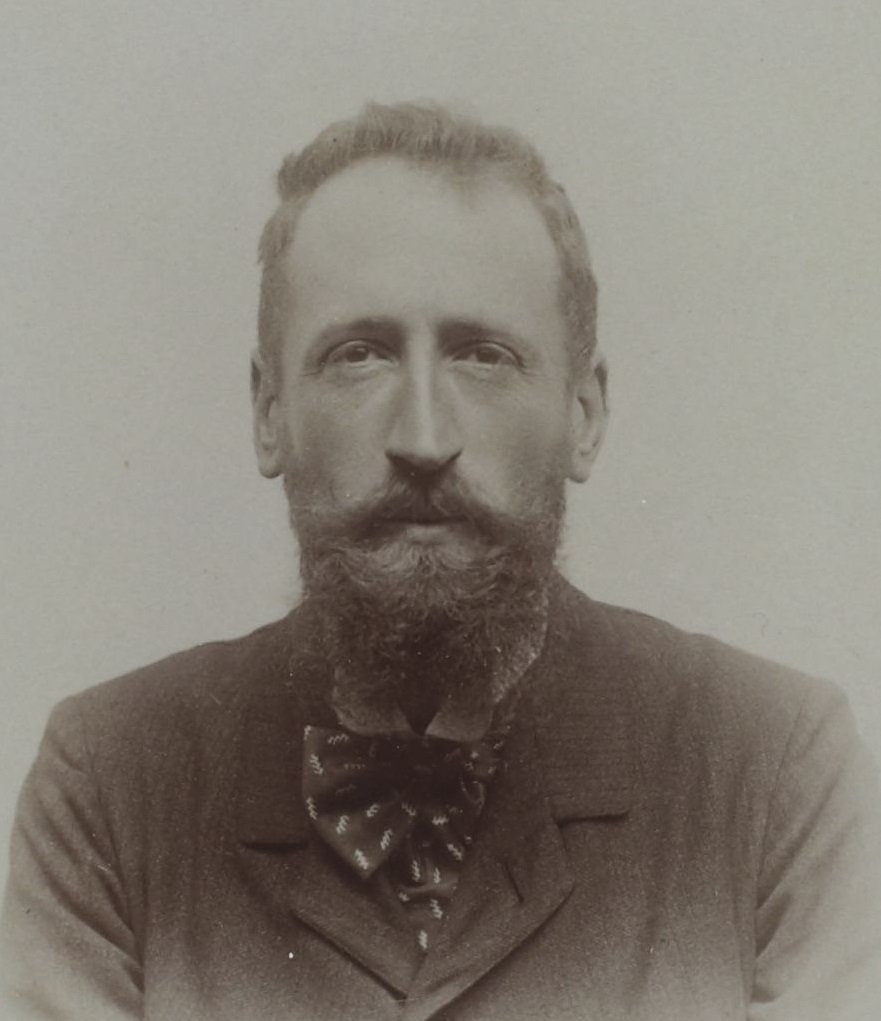
Le Blon en 1904.

- The last flight of Hubert Le Blon (2014, Koldo Almandoz, trailer sur Youtube);
- Détails du court métrage basque de dix minutes réalisé par Koldo Almandoz (Txintxua Films).

## Liens externes

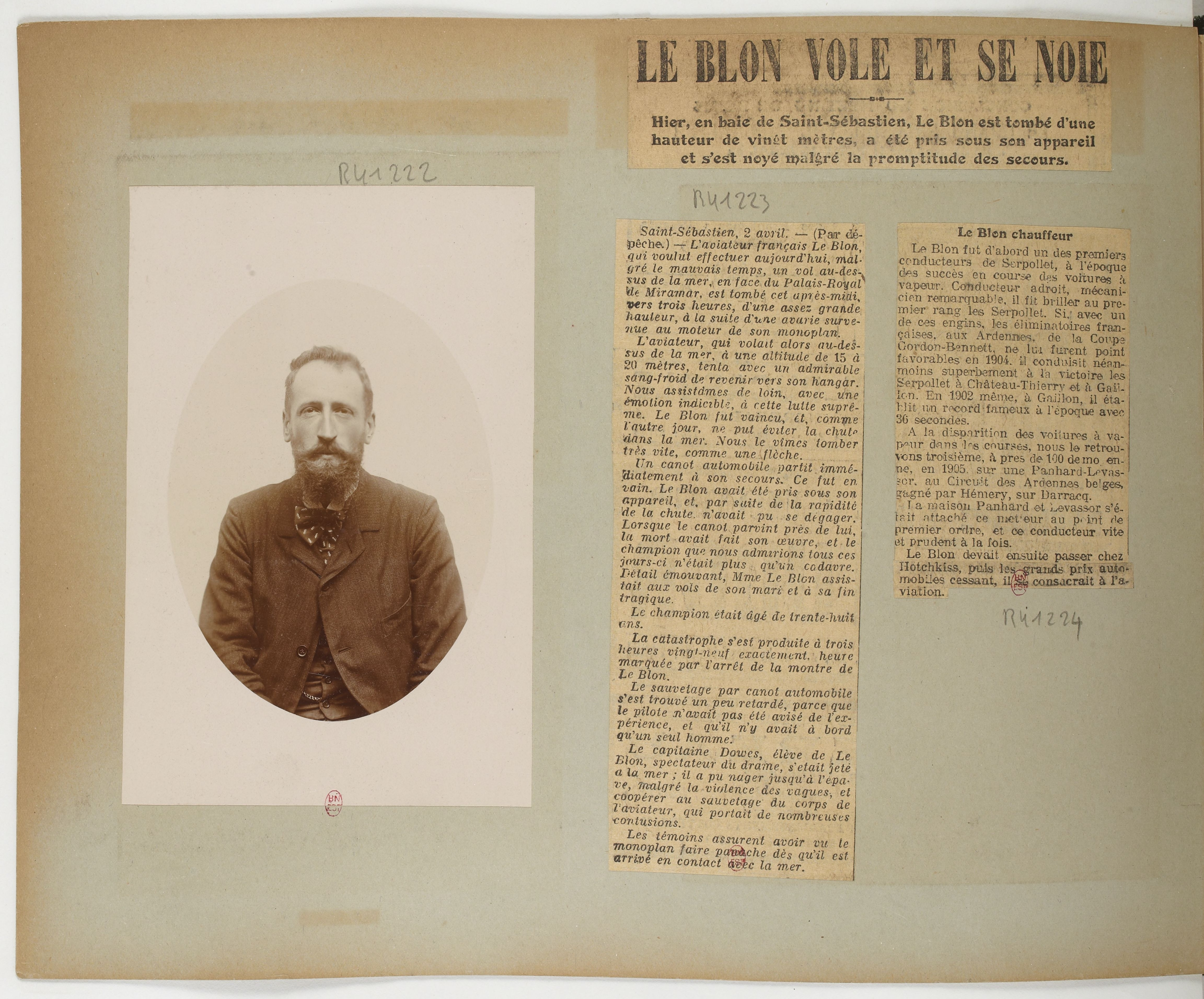
"Hubert Le Blon vole et se noie" : article illustré du trois avril 1910.